# Cracticus cassicus
Cracticus cassicus là một loài chim trong họ Cracticidae.